# オール・アイ・ワナ・ドゥ (ダニー・ミノーグの曲)
「オール・アイ・ワナ・ドゥ」(All I Wanna Do)は、ダニー・ミノーグの楽曲。3枚目のスタジオ・アルバム『ガール』から先行シングルとしてリリースされた。

## 解説
全英ダンスチャートでは1位を獲得し、以降2015年の「Summer of Love」まで13作連続で記録が続いた。
イギリスにおいてダニーのシングルの中では最も売り上げを記録したシングルである。
2020年には再レコーディングとリアレンジを施した「All I Wanna Do 2020」が発表された。

## トラックリスト
マキシ・シングル
1. オール・アイ・ワナ・ドゥ (ラジオ・バージョン) - 4:29
2. オール・アイ・ワナ・ドゥ (12" エクステンデッド・ミックス) -  6:58
3. オール・アイ・ワナ・ドゥ (トラウザー・エンスージアスツ・トイズ・オブ・デスペレーション・ミックス) - 11:05
4. オール・アイ・ワナ・ドゥ (ゼノマニア・ドリーム・ハウス・ミックス) - 5:57
5. オール・アイ・ワナ・ドゥ (Dボップズ・イノセント・ガール・ミックス) - 7:32

## チャート
| チャート (1997年)                        | 最高位 |
| ---------------------------------------- | ------ |
| オーストラリア (ARIA)                    | 11     |
| ベルギー (Ultratop 50 Flanders)          | 20     |
| ヨーロッパ (European Hot 100 Singles)    | 19     |
| アイスランド (Íslenski Listinn Topp 40)  | 14     |
| スコットランド (Official Charts Company) | 5      |
| スウェーデン (Sverigetopplistan)         | 48     |
| UK シングルス (OCC)                      | 4      |
| UK ダンス (OCC)                          | 1      |

| チャート (1997年)     | 順位 |
| --------------------- | ---- |
| オーストラリア (ARIA) | 78   |
| イギリス (OCC)        | 70   |